# Eremo di San Michele (Coli)
L'eremo di San Michele, conosciuto anche come spelonca di San Michele, è un luogo eremitico situato nei pressi di una spelonca conosciuta come grotta di San Colombano, in una zona solitaria nella valle del torrente Curiasca di San Michele, affluente del fiume Trebbia, nel comune italiano di Coli, poco distante da Bobbio, in provincia di Piacenza. Dipende dalla parrocchia di San Vito di Coli.
Venne fondato ed eretto da San Colombano nella Quaresima del 615 e secondo una leggenda devozionale locale fu quello il luogo della sua morte avvenuta il 23 novembre del medesimo anno. Nel X secolo la chiesetta venne ampliata sotto la grotta e dedicata al santo irlandese, mentre nelle vicinanze venne eretta una seconda e più ampia costruzione, dedicata a San Michele. Nell'Ottocento entrambe le chiese caddero in rovina e di esse rimangono alcuni resti recuperati a partire dal 2000.

## Ubicazione
L'eremo è situato all'interno di un anfratto in arenaria alto circa 5 m che, grazie alla sua forma concava contiene lo spazio sufficiente ad ospitare circa 50 persone, nella valle del torrente Curiasca di San Michele, affluente del fiume Trebbia. Il percorso che collega il capoluogo comunale con l'eremo, dotato di segnavia e mantenuto in sicurezza da parte della sezione piacentina del CAI, costeggia il torrente fino ad un ponte in pietra monoarcata la cui costruzione potrebbe risalire all'epoca romana. Superato il torrente, si risale il fianco del monte Poggio Casale, superando i resti di alcuni essiccatoi per castagne, denominati castignere, raggiungendo infine l'eremo.

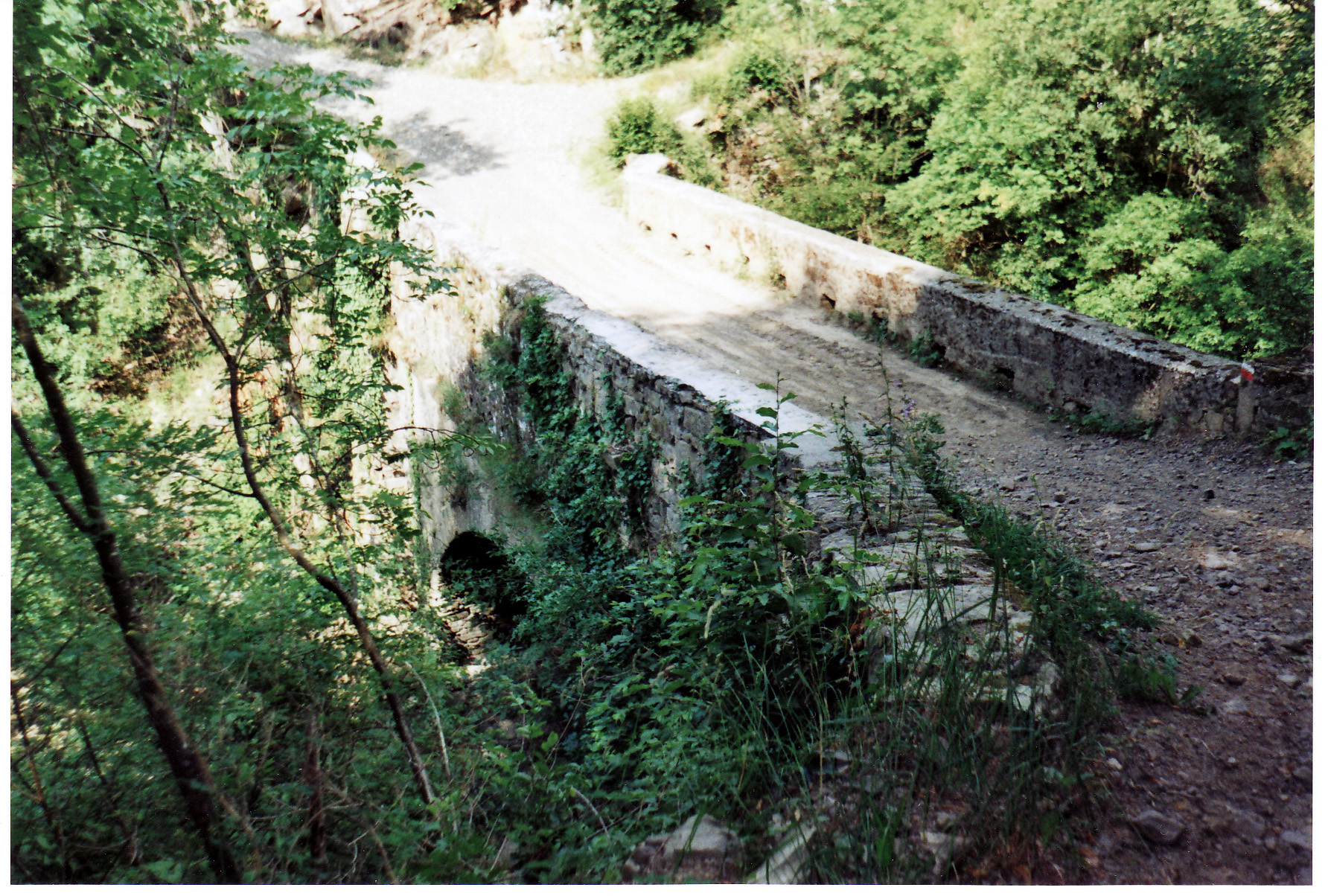
Il ponte di san Michele sulla Curiasca

L'eremo viene menzionato tra i luoghi che sorgono lungo la cosiddetta linea di San Michele, ossia una retta immaginaria che unisce altri luoghi di culto dedicati all'arcangelo sul continente europeo.

## Storia

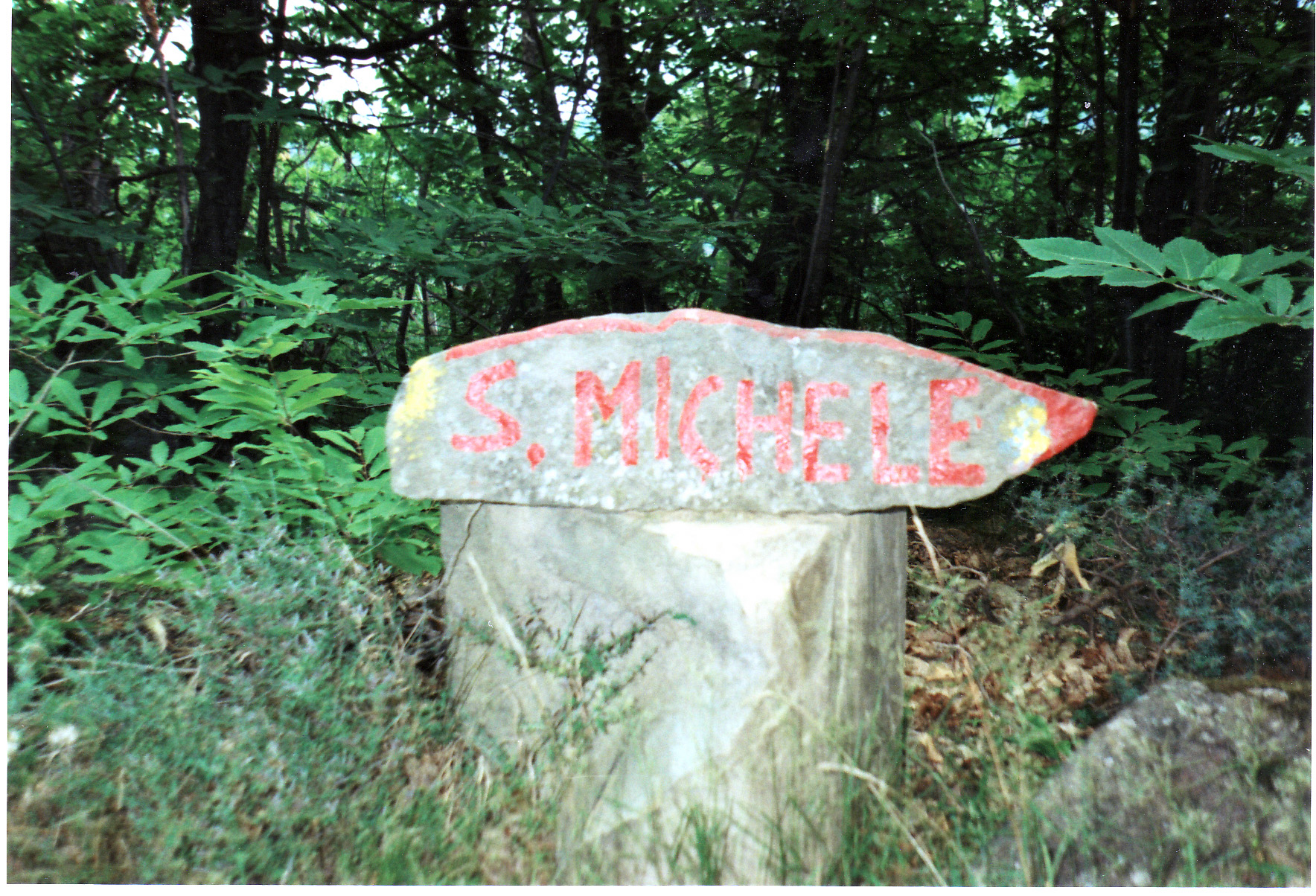
Segnalazione dalla strada per il sentiero per l'eremo di san Michele

Durante la Quaresima del 615 il santo monaco missionario irlandese san Colombano, il quale l'anno prima aveva fondato l'abbazia di Bobbio, a lui successivamente consacrata, si ritirò in preghiera in un luogo isolato, come da tradizione tipica del monachesimo irlandese, nei pressi del torrente Curiasca, vicino Coli. In questo luogo egli realizzò con le sue mani un piccolo tempio consacrato a san Michele, trascorrendovi tutto il periodo che precedeva le festività pasquali.
Secondo la tradizione il santo trovò la sua morte proprio in questo luogo, il 23 novembre dello stesso anno: all'interno della biografia del santo Vita Columbani et discipulorum eius scritta da Giona di Bobbio viene menzionata la data della morte, e sebbene non siano presenti riferimenti al luogo, la tradizione viene considerata verosimile da parte di diversi studiosi colombaniani, anche alla luce delle abitudini di vita morigerata dell'abate irlandese e dell'usanza altomedievale che portava i monaci ad appartarsi in grotte isolate nelle quali aspettare la morte e il conseguente giudizio divino.
Una prima chiesa di ridotte dimensioni, consacrata alla Vergine Maria, venne realizzata ad opera dei monaci dell'abbazia di San Colombano probabilmente assecondando le volontà dello stesso santo, che per primo aveva voluto che fosse posizionata una croce all'interno della grotta. Successivamente venne edificata nei pressi una seconda chiesa, inizialmente consacrata alla Santa Croce e successivamente dedicata a San Michele. La chiesa, dotata anche di un piccolo cimitero, fu posta alle dipendenze dell'abbazia bobbiese e fu eretta a chiesa matrice, con funzioni paragonabili ad una parrocchiale per le località di Telecchio, Rosso, Costiere, Barche, Cismarini, San Salvatore, Brà, Ciocarella e Carallanuova.
All'interno della chiesa di San Michele fu collocata una lastra trapezoidale in arenaria di San Salvatore con incisa una decorazione a croce accompagnata da un testo in latino risalente al periodo compreso tra l'VIII e il IX secolo.
Dopo aver mantenuto le proprie funzioni fino agli ultimi anni del XVI secolo, la chiesa di San Michele fu privata della titolarità della parrocchia in favore dell'oratorio di San Lorenzo di Rosso, posto a circa 3 km di distanza in una posizione più facilmente accessibile per i fedeli. In seguito al trasferimento sia la campana della chiesa sia il fonte battesimale vennero traslati nella nuova sede.

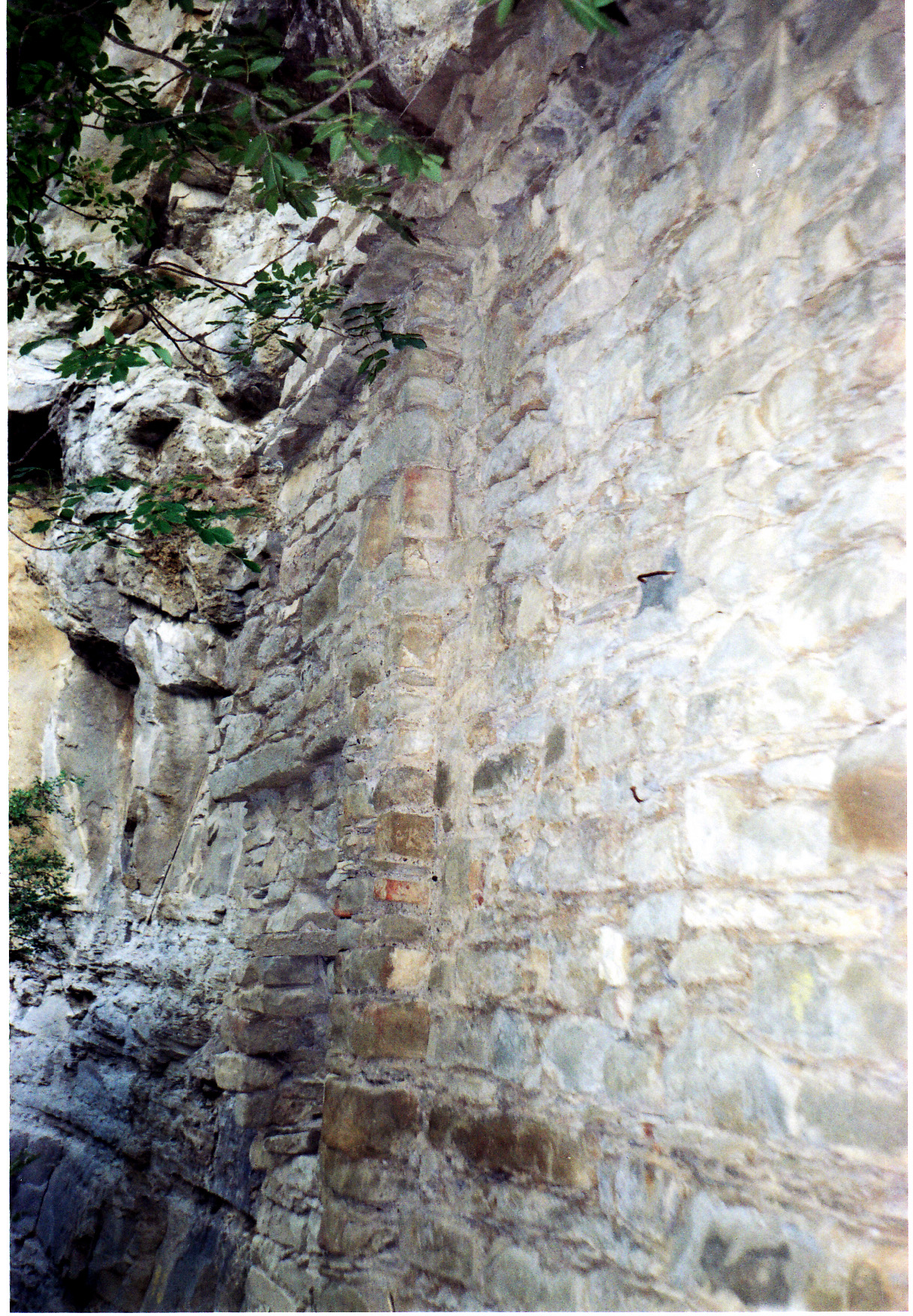
Resti della parete laterale della chiesa di san Michele

Durante la prima parte dell'Ottocento la chiesa di San Michele crollò a seguito di un movimento franoso, con i resti dell'edificio, tra cui la crux michaelica, che finirono nel greto del torrente Curiasca. Nel 1838 il luogo ospitò la visita del vescovo di Bobbio Antonio Maria Gianelli, il quale testimoniò la presenza dei resti dell'edificio religioso posto all'interno della grotta e della chiesa di San Michele. La crux michaelica fu poi recuperata dal luogo in cui era finita nel 1860 su impulso del vescovo di Bobbio Giovan Battista Porrati e posizionata all'interno della chiesa parrocchiale di Coli.
Nonostante già dalla fine del secolo precedente la zona fosse in cattive condizioni, nel corso del XX secolo furono collocate all'interno dell'eremo alcune croci in ferro battuto: una collocata dall'allora vescovo di Bobbio Pasquale Morganti e dall'arciprete Volpe ai primi del secolo e una posta nel 1965 da don Guido Balzarini. Inoltre, nel 1968 l'eremo fu raggiunto in pellegrinaggio dal vescovo bobbiese Pietro Zuccarino, il quale, incapace di procedere autonomamente a causa delle precarie condizioni di salute, fu sostenuto dai fedeli durante tutto il tragitto che gli permise di raggiungere la grotta.
All'inizio del XXI secolo la zona si presentava in pessime condizioni di conservazione: rimanevano visibili solo alcuni ruderi di un ambiente realizzato in pietre sbozzate o spaccate unite da malta e con tracce di intonaco a bande oppure a pennellate di colore rosso. I resti di questo ambiente, il quale era dotato di abside, presentavano le dimensioni di 4,5 m X 3 m per un'altezza compresa tra 50 e 70 cm.
A partire dal 2000 l'eremo fu soggetto a una serie di lavori di restauro e ripristino, guidati da volontari appartenenti alla parrocchia di San Colombano Abate di San Colombano al Lambro, su progetto dell'architetto Alessandro Steffenini e con il supporto dell'amministrazione comunale di Coli: nell'ambito di queste opere l'area fu dotata di una recinzione utilizzata recuperando materiale dal sito stesso e di sedute di forma quadrangolare realizzate tramite il riposizionamento di alcune pietre. Furono poi posizionati l'altare, la mensa e il leggio, nonché alcune decorazioni donate da altre istituzioni religiose dedicate a San Colombano; inoltre i lavori consentirono il ripristino della pavimentazione originaria in lastre di pietra della zona. Nel settembre 2003 venne inaugurato l'eremo ristrutturato. Negli anni successivi furono eseguiti ulteriori lavori, finanziati anche con fondi regionali, per permettere un più agevole accesso all'eremo; questi interventi inclusero una nuova e più completa cartellonistica e l'aggiunta di arredi come tavoli e sedute lungo il percorso proveniente da Coli. Nonostante gli interventi, la zona fu anche interessata dall'azione di alcuni vandali che nel 2016 danneggiarono fortemente il sito distruggendo l'altare e rovinando un'immaginetta sacra.

## Eventi
- Processione e messa all'eremo di San Michele: celebrazione tenuta con cadenza annuale l'ultimo sabato di settembre, data decisa poiché il 29 settembre si celebra la giornata dedicata a San Michele arcangelo. La processione si origina negli anni '60 quando l'idea di un pellegrinaggio nei pressi dell'eremo venne lanciata da parte dell'allora vescovo di Bobbio Pietro Zuccarino.[24]